# NGC 6585
NGC 6585 é uma galáxia espiral (Sbc) localizada na direcção da constelação de Hercules. Possui uma declinação de +39° 38' 00" e uma ascensão recta de 18 horas, 12 minutos e 21,9 segundos.
A galáxia NGC 6585 foi descoberta em 25 de Maio de 1887 por Edward D. Swift.